# Maison forte de l'Izérable
La maison forte de l'Izérable est une ancienne maison forte fossoyée, du XIIIe siècle, qui se dresse sur la commune de Morancé dans le département du Rhône en région Auvergne-Rhône-Alpes.

## Situation
La maison forte de l'Izérable est située dans le département français du Rhône sur la commune de Morancé, à 1,5 kilomètre à l'est du bourg, dans la vallée de la Saône.

## Histoire
Le fief de l'Izérable remonte au XIIIe siècle.
En février 1262 Chalenda de l'Izerable en fait hommage à l'abbé d'Ainay. En 1467 elle est la possession de Hugonin de Thélis et en 1477 les pouvoirs de justice sur la seigneurie passent aux chanoines-comtes de Lyon.
Au XVIIe siècle, la famille Dugué acquiert le château ; Gaspard Dugué, qui possède également le château de Bagnols, est trésorier de France. À cette famille, succède celle de Chapona en 1680 ; Octavien ( -1720), chevalier, rend hommage au roi pour le fief de l'Izérable ; il avait épousé Louise de Loras, en 1717. Leur fils Gaspard ( -1731), chevalier, rend hommage au roi pour le fief ; il avait épousé Marie de Baglion et leur fils Pierre, chevalier, marquis de Chaponay, épouse Marie Anne d'Areste. Pierre Élisabeth, chevalier, comte de Chaponay, leur fils et successeur, rend hommage au roi pour ses terres en 1779. Avec son épouse Suzanne Nicolau il a un fils Pierre Anne (1754-1832), chevalier, marquis de Chaponay-Morancé, qui épouse Marie Bonne Antoinette Durand ; il est premier page de la comtesse d'Artois, puis lieutenant-colonel de cavalerie.
De nos jours, le domaine est une exploitation agricole.

## Armoiries et devises
- Dugué: d’azur, au chevron accompagné de trois étoiles, celle de la pointe couronnée, le tout d’or
- Chaponay: d'azur à 3 coqs d'or, becqués, crêtés, barbés et membrés de gueules; couronne de marquis; devise: Gallo, canente spes redit

## Description
La construction d'origine abritait peut-être une léproserie. De l'imposante entrée, du XIIIe siècle (?), ne subsiste que le pont qui enjambait les douves.
Les bâtiments s'inscrivent dans un quadrilatère qui délimite une cour de ferme et au sommet nord-est duquel se dresse une tour ronde. Le logis sud-ouest comporte des fenêtres à meneaux. De petites ouvertures rondes ont été aménagées dans les combles.

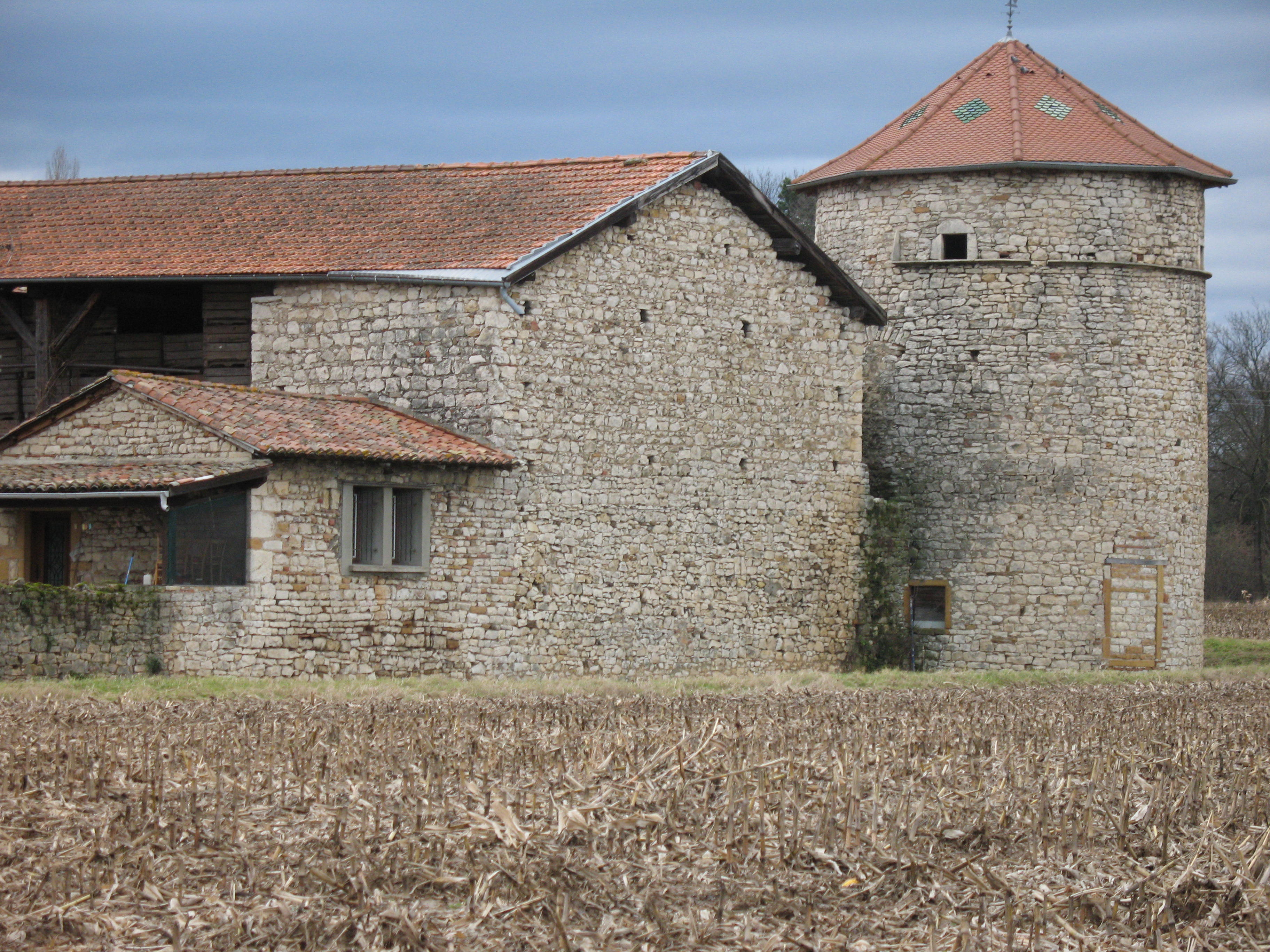
Tour nord est
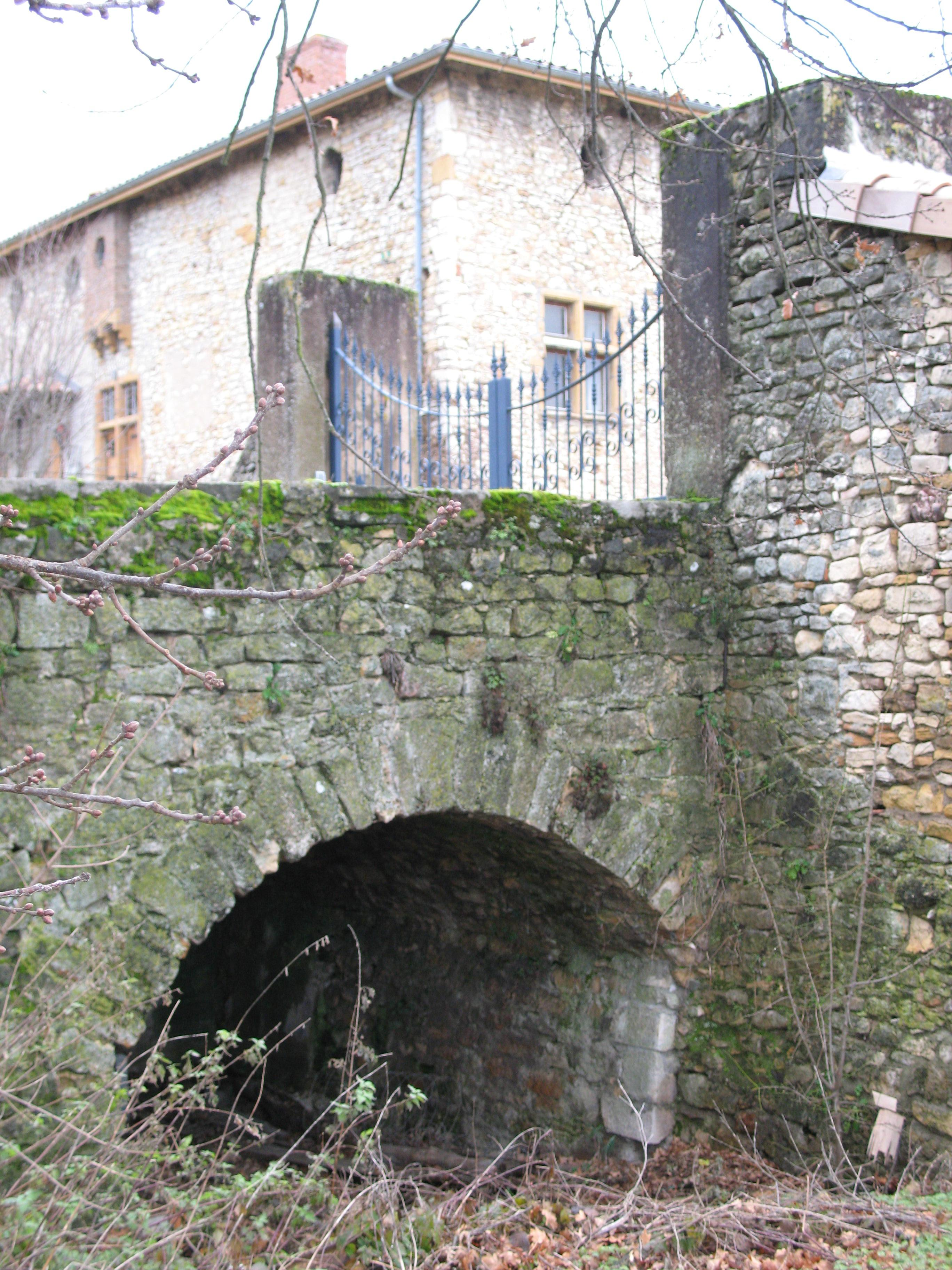
Pont sur les douves
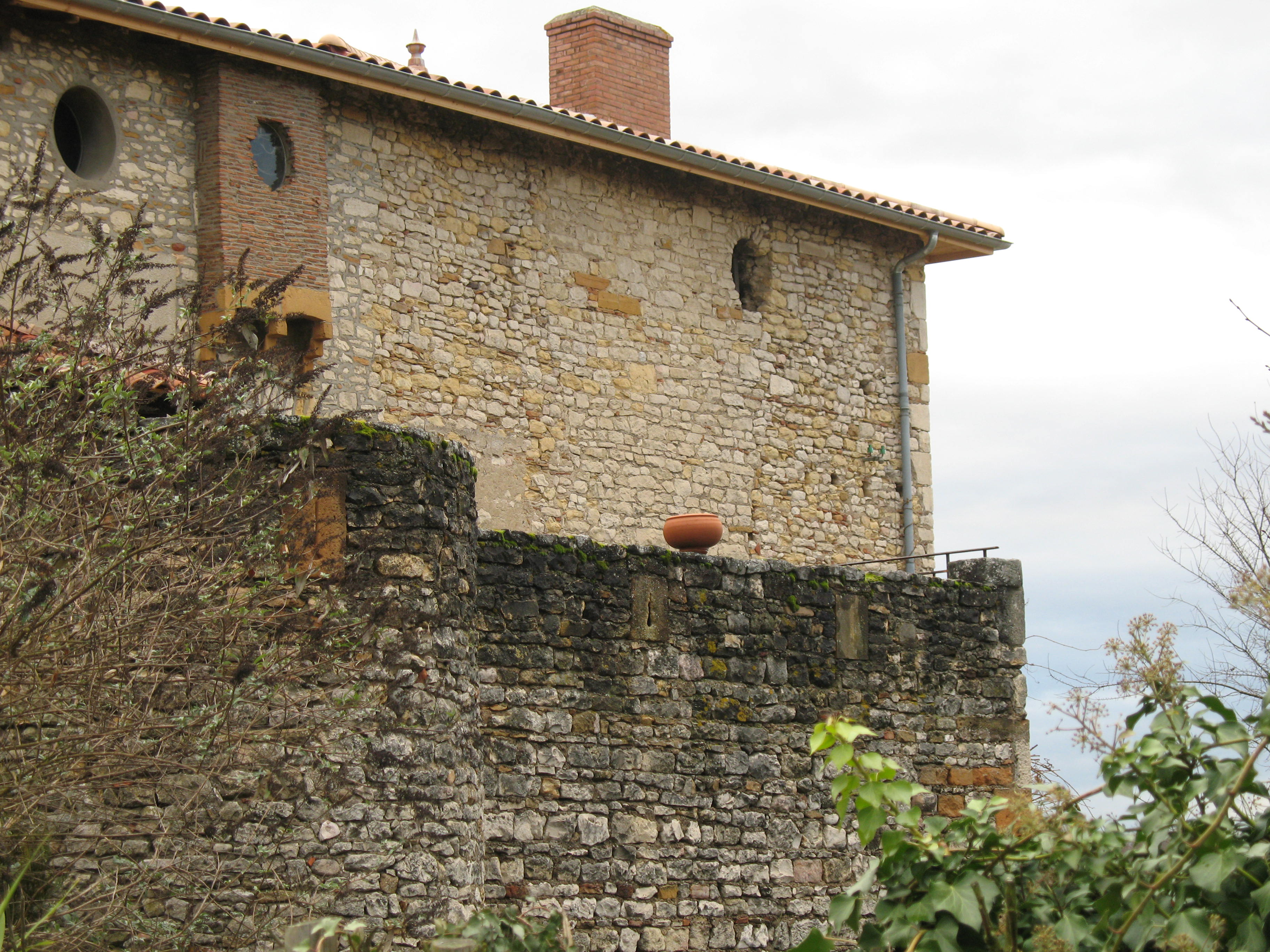
Restes du mur d'enceinte
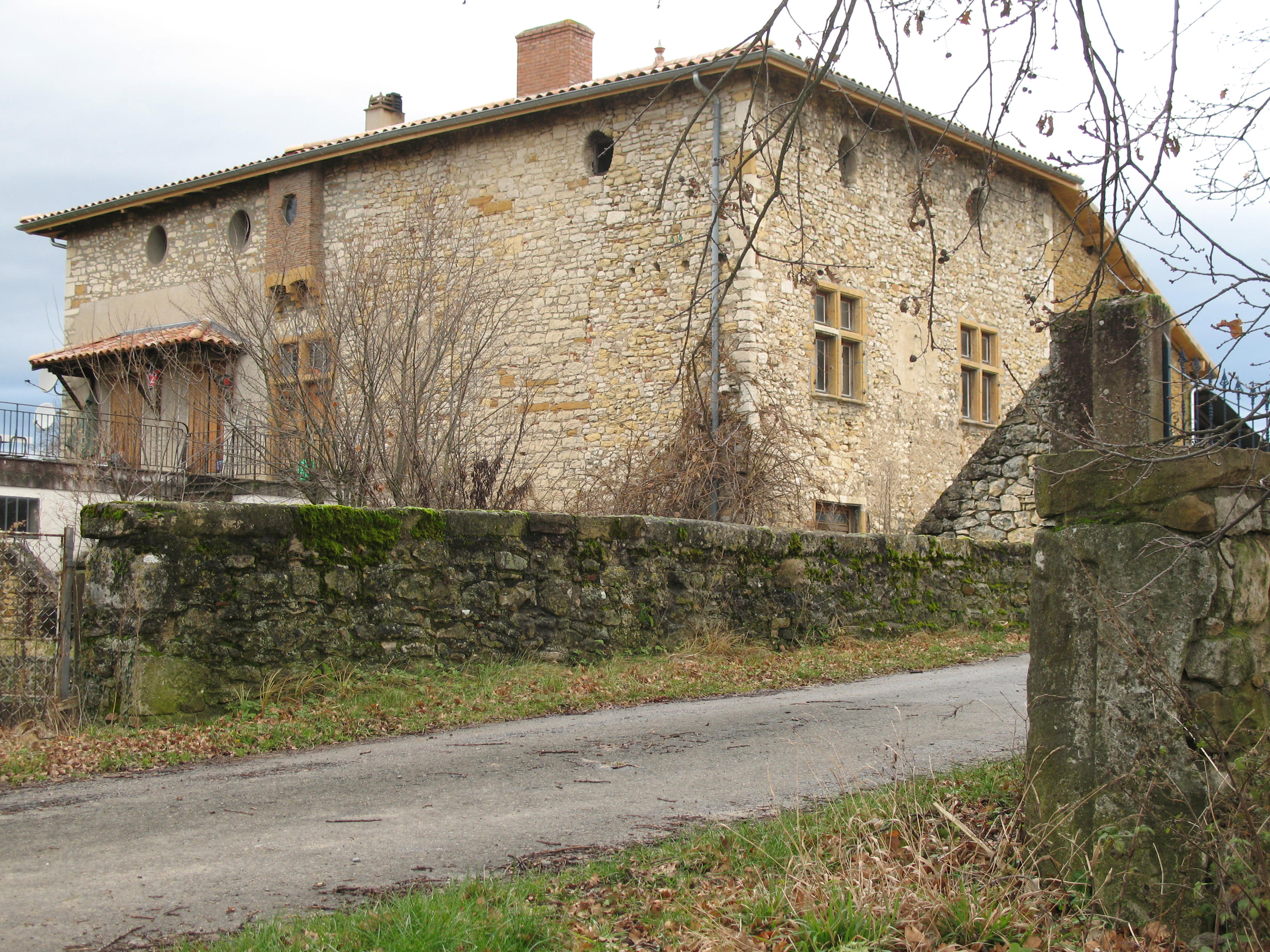
Logis sud ouest